# Chamouille
Chamouille település Franciaországban, Aisne megyében. Lakosainak száma 270 fő (2022. január 1.). Chamouille Bruyères-et-Montbérault, Cerny-en-Laonnois, Martigny-Courpierre, Monthenault, Neuville-sur-Ailette és Pancy-Courtecon községekkel határos.

## Népesség
A település népességének változása:
| Lakosok száma | 128  | 153  | 147  | 234  | 280  | 291  | 284  | 273  | 271  | 270  |
|               | 1968 | 1982 | 1990 | 2006 | 2013 | 2015 | 2017 | 2019 | 2020 | 2022 |